# Arnold Brecht
Arnold Brecht (Lübeck, 1884. január 26. – Eutin, 1977. szeptember 11.) német jogász, vezető köztisztviselő, politológus, egyetemi oktató.
Amikor Adolf Hitler 1933. február 2-án – két nappal birodalmi kancellári kinevezése után – beiktatási beszédet mondott a Birodalmi Tanács előtt, Brecht, mint Poroszország képviselője mondott válaszbeszédet a felsőház nevében. Felszólalásában Brecht felhívta Hitlert, hogy tartsa magát a jogállami normákhoz. Hitler Brecht beszéde után ingerülten távozott az ülésről. Brechtet néhány nappal később elbocsájtották köztisztviselői állásából, sőt áprilisban rövid időre le is tartóztatták. Végül 1933 novemberében menedékjogot kért és kapott az Egyesült Államokban, ahol oktató lett New Yorkban a New School nevű egyetemen.
A következő években Brecht politológiát és nemzetközi jogot tanított a Yale Egyetemen, a Harvard Egyetemen, a Barnard Egyetemen, a Princetoni Egyetemen és a Wellesley Egyetemen. A háború alatt az amerikai hadsereg tanácsadója volt, Németország kapitulációja után pedig az amerikai katonai adminisztrációban dolgozott.